# 難波英樹
難波 英樹（なんば ひでき、1976年7月8日 - ）は、日本の元ラグビー選手。
元日本代表で通算キャップ数は24。2003年のW杯にも出場した。

## プロフィール
- 神奈川県出身。
- 身長178cm、体重84kg
- ポジションはセンター(CTB)。

## 経歴
- 1992年～1995年 神奈川県立相模台工業高等学校ラグビー部主将　全国高校ラグビー大会で2連覇の原動力となる。
- 1995年～1999年 帝京大学ラグビー部
- 1999年～2011年 トヨタ自動車ヴェルブリッツ